# Verein für Bewegungsspiele 91 Suhl 2022-2023
Questa voce raccoglie le informazioni riguardanti il Verein für Bewegungsspiele 91 Suhl nelle competizioni ufficiali della stagione 2022-2023.

## Stagione
Il Verein für Bewegungsspiele 91 Suhl partecipa alla stagione 2022-23 con la denominazione sponsorizzata VfB Suhl LOTTO Thüringen.
In 1. Bundesliga ottiene il sesto posto al termine della regular season, classificandosi ai play-off scudetto, dove viene eliminato ai quarti di finale dal Potsdam. Si spinge fino ai quarti di finale anche in Coppa di Germania, eliminato in questo caso dal MTV Stoccarda.
In ambito europeo partecipa alla Challenge Cup, raggiungendo le semifinali, dove viene eliminato dalle future campionesse del Chieri '76.

## Organigramma societario
Area direttiva
- Presidente:

Area tecnica
- Allenatore: László Hollósy
- Allenatore in seconda: Łukasz Marciniak
- Scoutman: Łukasz Marciniak

Area sanitaria
- Medico: Corina Brandt
- Fisioterapista: Mario Röser, Celine Schweser

## Rosa
| N° | Nome             | Ruolo | Data di nascita   | Nazionalità sportiva |
| -- | ---------------- | ----- | ----------------- | -------------------- |
| 2  | Hannah Angeli    | P     | 27 giugno 1998    | Stati Uniti          |
| 3  | Danielle Harbin  | O     | 2 settembre 1995  | Stati Uniti          |
| 4  | Roosa Laakkonen  | C     | 4 giugno 1994     | Finlandia            |
| 5  | Eva Hodanová     | S     | 18 dicembre 1993  | Rep. Ceca            |
| 7  | Jelena Delić     | C     | 17 luglio 2000    | Serbia               |
| 8  | Jelena Šunjić    | O     | 4 gennaio 1994    | Croazia              |
| 9  | Anica Kutlešić   | C     | 4 aprile 1996     | Serbia               |
| 10 | Yurika Bamba     | L     | 16 settembre 1991 | Giappone             |
| 11 | Jenni Liu        | P     | 29 maggio 2000    | Germania             |
| 12 | Yina Liu         | P     | 31 luglio 1997    | Germania             |
| 13 | Lena Kindermann  | O     | 27 luglio 1999    | Germania             |
| 14 | Julia Brown      | S     | 3 febbraio 1996   | Stati Uniti          |
| 16 | Juliette Fidon   | S     | 28 ottobre 1996   | Francia              |
| 17 | Vedrana Jakšetić | P     | 17 settembre 1996 | Croazia              |
| 18 | Jenna Ewert      | P     | 8 febbraio 2000   | Stati Uniti          |

## Statistiche

### Statistiche di squadra
| Competizione      | Punti | In casa | In casa | In casa | In trasferta | In trasferta | In trasferta | Totale | Totale | Totale |
| Competizione      | Punti | G       | V       | P       | G            | V            | P            | G      | V      | P      |
| ----------------- | ----- | ------- | ------- | ------- | ------------ | ------------ | ------------ | ------ | ------ | ------ |
| 1. Bundesliga     | 26    | 11      | 6       | 5       | 13           | 5            | 8            | 24     | 11     | 13     |
| Coppa di Germania | -     | 1       | 1       | 0       | 1            | 0            | 1            | 2      | 1      | 1      |
| Challenge Cup     | -     | 4       | 3       | 1       | 4            | 3            | 1            | 8      | 6      | 2      |
| Totale            | -     | 16      | 10      | 6       | 18           | 8            | 10           | 34     | 18     | 16     |

G = partite giocate; V = partite vinte; P = partite perse

### Statistiche dei giocatori
| Giocatrice    | 1. Bundesliga | 1. Bundesliga | 1. Bundesliga | 1. Bundesliga | 1. Bundesliga | Coppa di Germania | Coppa di Germania | Coppa di Germania | Coppa di Germania | Coppa di Germania | Challenge Cup | Challenge Cup | Challenge Cup | Challenge Cup | Challenge Cup | Totale | Totale | Totale | Totale | Totale |
| Giocatrice    | P             | PT            | AV            | MV            | BV            | P                 | PT                | AV                | MV                | BV                | P             | PT            | AV            | MV            | BV            | P      | PT     | AV     | MV     | BV     |
| ------------- | ------------- | ------------- | ------------- | ------------- | ------------- | ----------------- | ----------------- | ----------------- | ----------------- | ----------------- | ------------- | ------------- | ------------- | ------------- | ------------- | ------ | ------ | ------ | ------ | ------ |
| H. Angeli     | 0             | 0             | 0             | 0             | 0             | 0                 | 0                 | 0                 | 0                 | 0                 | -             | -             | -             | -             | -             | 0      | 0      | 0      | 0      | 0      |
| Y. Bamba      | 24            | 0             | 0             | 0             | 0             | 2                 | 0                 | 0                 | 0                 | 0                 | 8             | 0             | 0             | 0             | 0             | 34     | 0      | 0      | 0      | 0      |
| J. Brown      | 23            | 220           | 205           | 14            | 11            | 2                 | 24                | 21                | 1                 | 2                 | 8             | 97            | 73            | 10            | 15            | 33     | 341    | 299    | 25     | 28     |
| J. Delić      | 23            | 148           | 103           | 46            | 9             | 1                 | 2                 | 1                 | 0                 | 1                 | 8             | 57            | 24            | 16            | 17            | 32     | 207    | 128    | 62     | 27     |
| J. Ewert      | 14            | 47            | 26            | 7             | 14            | -                 | -                 | -                 | -                 | -                 | 6             | 9             | 4             | 1             | 4             | 20     | 56     | 30     | 8      | 18     |
| J. Fidon      | 17            | 195           | 149           | 33            | 13            | 2                 | 12                | 9                 | 1                 | 2                 | 7             | 92            | 70            | 15            | 7             | 26     | 299    | 228    | 49     | 22     |
| D. Harbin     | 24            | 408           | 367           | 26            | 15            | 2                 | 23                | 18                | 1                 | 4                 | 7             | 105           | 91            | 8             | 6             | 33     | 536    | 476    | 35     | 25     |
| E. Hodanová   | 21            | 128           | 98            | 22            | 8             | 2                 | 11                | 8                 | 2                 | 1                 | 8             | 43            | 31            | 2             | 10            | 31     | 182    | 137    | 26     | 19     |
| V. Jakšetić   | 5             | 16            | 5             | 9             | 2             | 2                 | 4                 | 3                 | 1                 | 0                 | -             | -             | -             | -             | -             | 7      | 20     | 8      | 10     | 2      |
| L. Kindermann | 4             | 13            | 11            | 0             | 2             | -                 | -                 | -                 | -                 | -                 | 4             | 27            | 25            | 0             | 2             | 8      | 40     | 36     | 0      | 4      |
| A. Kutlešić   | 11            | 54            | 36            | 13            | 5             | 2                 | 12                | 9                 | 1                 | 2                 | 6             | 49            | 25            | 18            | 6             | 19     | 115    | 70     | 32     | 13     |
| R. Laakkonen  | 22            | 206           | 140           | 54            | 12            | 1                 | 5                 | 4                 | 1                 | 0                 | 5             | 41            | 32            | 9             | 0             | 28     | 252    | 176    | 64     | 12     |
| J. Liu        | 5             | 2             | 0             | 1             | 1             | -                 | -                 | -                 | -                 | -                 | 2             | 3             | 0             | 2             | 1             | 7      | 5      | 0      | 3      | 2      |
| Y. Liu        | 8             | 1             | 1             | 0             | 0             | -                 | -                 | -                 | -                 | -                 | 3             | 1             | 0             | 0             | 1             | 11     | 2      | 1      | 0      | 1      |
| J. Šunjić     | 0             | 0             | 0             | 0             | 0             | -                 | -                 | -                 | -                 | -                 | -             | -             | -             | -             | -             | 0      | 0      | 0      | 0      | 0      |

P = presenze; PT = punti totali; AV = attacchi vincenti; MV = muri vincenti; BV = battute vincenti